# 오피오 언덕

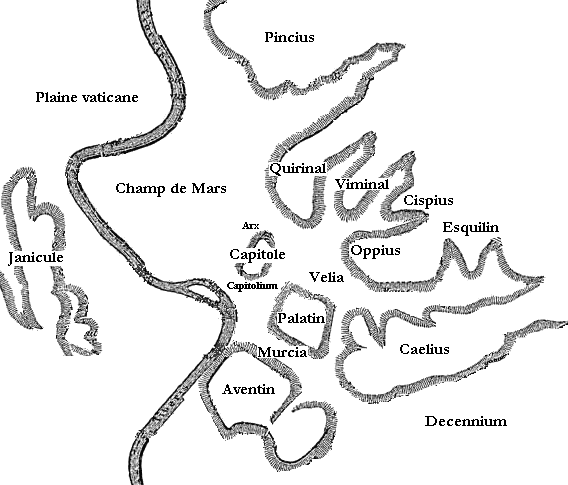
오피오 언덕의 위치 (중앙 우측)

오피오 언덕 또는오피우스 언덕((이탈리아어: Colle Oppio), 라틴어: Oppius Mons)은 이탈리아 로마의 일곱 언덕 가운데 에스퀼리노 언덕 남쪽에 자리한 분지이다.

## 지리
북쪽의 치스피오 (시스피우스) 언덕과는 수부라 (Suburra) 계곡을 사이에 두고, 남쪽의 첼리오 언덕 (카엘리우스 언덕)과는 콜로세움 계곡을 사이에 두고 있다. 오피오 언덕과 치스피오 언덕은 에스퀼리노 언덕을 형성하며, 세르비아누스 성벽 안쪽에 자리한다.
고대 로마의 지역 축제였던 셉티몬티움 (Septimontium)에서 구분하는 일곱 지역에는 '오피우스' (Oppius)와 '파구탈리스' (Fagutalis)가 따로 구분되어 있는데, 파구탈리스는 오늘날 오피오 언덕의 서쪽 끝을 일컫는 지역명으로 태초에는 두 지역이 엄격하게 구분되었음을 알 수 있다.
오피오 언덕 서부의 북쪽 끝 지역은 '카리나이' (Carinae)라고 불렸다. 벨리아 언덕과 클리부스 풀리우스 (Clivus Pullius) 가도 사이로 뻗어 남서쪽 방면, 즉 팔루스 케롤리아이 (Palus Ceroliae)의 늪 건너편 아벤티노 언덕 방면을 내다보고, 파구탈리스 언덕으로 이어지는 동네로서, 고대 로마에서 가장 동떨어진 동네이기도 하였다.

## 역사
로마 제정기의 학자였던 바로의 기록에 따르면 '오피우스'라는 명칭은 로마의 제3대 국왕 툴루스 호스틸리우스가 베이족 (Veii)의 영토를 포위할 당시 로마인들을 돕기 위해 찾아온 투스쿨룸 시민 '오피우스' (Oppius)에서 유래했다고 한다. 그러나 실제 지명의 유래는 명확하지 않으며, 해당 지역에 살았던 평민 신분의 씨족 이름이라는 설도 있다. '오피우스'라는 지명은 로마 공화정이 끝날 무렵까지 종교적 지명으로라도 계속 사용되어 왔던 것으로 보이나, 그 이후의 언급은 발견된 적이 없다.
1871년 이탈리아 왕국의 로마 점령 이후 로마 시의 경관을 바꾸려는 도시계획의 일환으로 약 0.11km² 넓이의 공원을 조성하였는데, 이것이 오늘날 공공정원으로 남아 있는 '오피오 언덕 공원'(Parco del Colle Oppio)이다. 오피오 언덕 공원은 파시스트 시대에 이르러 재조성 계획이 세워졌으며 1928년 건축가 라파엘레 데 비코 (Raffaele De Vico)의 설계가 채택되어 1936년에 완공, 지금까지 그 모습을 간직하고 있다. 이 때 세워진 분수, 동상, 대리석상 등이 오늘날에도 남아 있으며, 중앙 도로가 오피오 언덕 아래의 콜로세움까지 연결되어 있어 근사한 전망을 자랑한다.
오피오 언덕 공원은 현재 발굴조사 구역으로 지정되어 있다. 네로 황제의 황금저택으로 전해지는 도무스 아우레아 (Domus Aurea)가 공원 부지 대부분을 차지하고 있으며, 트라야누스 욕장 과 초대 티투스 욕장의 유적도 공원 지하에 묻혀 있다.

## 같이 보기
- 카피톨리노 언덕
- 치스피오 언덕
- 자니콜로 언덕
- 팔라티노 언덕
- 핀초 언덕
- 퀴리날레 언덕
- 바티카노 언덕
- 비미날레 언덕
- 마리오산
- 로마의 공원과 정원 목록